# HD 221287 b
HD 221287 b ist ein Exoplanet, der den gelben Zwerg HD 221287 mit einer Umlaufperiode von 456 Tage umrundet. Die große Halbachse der Bahn beträgt ca. 1,25 Astronomischen Einheiten, die Mindestmasse des Objekts 3,1 Jupitermassen. Der Exoplanet wurde von Naef et al. im Jahr 2007 mit Hilfe der Radialgeschwindigkeitsmethode entdeckt.